# Scrupus hyalinus
Scrupus hyalinus är en snäckart som först beskrevs av Nils Hjalmar Odhner 1924.  Scrupus hyalinus ingår i släktet Scrupus och familjen Vitrinellidae. Inga underarter finns listade i Catalogue of Life.